# Apogon dhofar
Apogon dhofar är en fiskart som beskrevs av Mee, 1995. Apogon dhofar ingår i släktet Apogon och familjen Apogonidae. Inga underarter finns listade i Catalogue of Life.